# Бермингем, Джон де, 1-й граф Лаут
Джон де Бермингем, 1-й граф Лаут (ок. 1290 — 13 июня 1329 года) — ирландский дворянин, военный и государственный деятель. Он был командующим англо-ирландской армией в битве при Фогхарте, решающей битве в ирландских войнах Эдварда Брюса 1315—1318. В этой битве Эдуард Брюс был убит, и Бермингем приказал отрубленную голову Брюса «засолить в сундуке» и перевезти в Англию, чтобы выставить на всеобщее обозрение перед Эдуардом II. В 1321 году он ненадолго стал вице-королем Ирландии.

## Биография
Сын Пирса Фицджеймса Макфиориса де Бермингема и Элы де Одингселлз, внук сэра Джеймса Бермингема, 1-го лорда Thetmoy (? — 1279). Он был женат на сестрах Матильде де Бург и Эвелин де Бург, дочерях Ричарда Ога де Бурга, 2-го графа Ольстера. В 1312 году лорд-наместник Ирландии сделал его рыцарем. Он был командующим английской армией в Ирландии в 1318 году . Он сражался в битве при Фогхарте 14 октября 1318 года в качестве командующего английской армией против войска, возглавляемого Эдуардом Брюсом, коронованным верховным королем Ирландии. Эдуард Брюс погиб в этом бою, а его отрубленная голова была отправлена в Лондон.
12 мая 1319 года в награду за его услуги короне в разгроме шотландцев Джону де Бермингему был пожалован титул 1-го графа Лаута, а также он получил поместья в Арди. В 1320 году папа римский утвердил его брак с Эвелин де Бург, несмотря на то, что он был женат на ее сестре . У него было трое детей от Эвелин, их сын Ричард, лорд Арди, умер в 1322 году. Их дочь Кэтрин вышла замуж за Эдмунда Лейси, а другая дочь, Мод, вышла замуж за сэра Уильяма Тилинга.
В 1320 году Джон де Бермингем повел войска в Коннахт для борьбы с О’Коннорами и Маккелли. Он занимал должность юстициария Ирландии с 21 мая 1321 года по 18 ноября 1323 года. В 1322 году он отправился в Англию с войском, состоящим из 300 тяжеловооруженных всадников, 1 000 легковооруженных всадников и 6 000 пехотинцев, чтобы помочь королю в борьбе с шотландцами. В 1325 году он основал францисканский монастырь в Монастерорисе, графство Оффали.
Джон де Бермингем был убит во время резни в Брэганстауне 13 июня 1329 года в результате вражды между англо-ирландскими семьями Лаута вместе с примерно 200 членами его семьи и домочадцами. С его смертью титул графа Лаут прервался.